# Vitória Brasil
Vitória Brasil este un oraș în São Paulo (SP), Brazilia.